# Joseph Ruzindana
Joseph Ruzindana (* 3. Juni 1943 in Rambura, Ruanda-Urundi; † 8. Juni 1994 in Kabgayi, Ruanda) war ein ruandischer römisch-katholischer Geistlicher und Bischof von Byumba.

## Leben
Ruzindana empfing am 23. Juli 1972 das Sakrament der Priesterweihe.
Mit der Errichtung des Bistums Byumba am 5. November 1981 durch Papst Johannes Paul II. wurde er zu dessen erstem Bischof ernannt. Die Bischofsweihe spendete ihm der Erzbischof von Kigali, Vincent Nsengiyumva, am 17. Januar des darauffolgenden Jahres in der Kathedrale Notre Dame in Byumba; Mitkonsekratoren waren Erzbischof Thomas Anthony White, Apostolischer Nuntius in Ruanda sowie Phocas Nikwigize, Bischof von Ruhengeri.
Ruzindana fiel am 5. Juni 1994 im Rahmen des Völkermords in Ruanda in Gakurazo in der Nähe von Kabgayi einem Attentat zum Opfer. Neben ihm kamen auch Erzbischof Vincent Nsengiyumva, Bischof Thaddée Nsengiyumva, zehn Priester sowie ein Kind ums Leben.